# Chew
Chew – amerykańska seria komiksowa autorstwa Johna Laymana (scenariusz) i Roba Guillory'ego (rysunki), wydawana od czerwca 2009 roku do listopada 2016 roku w formie miesięcznika przez Image Comics. Ukazało się 60 zeszytów, publikowanych też w zbiorczych tomach zawierających po kilka numerów serii. Po polsku Chew zostało wydane w 12 zbiorczych tomach w latach 2014–2019 nakładem Mucha Comics.

## Fabuła
Chew opowiada o Tonym Chu, detektywie-cybopacie, posiadającym zdolność odczytywania danych z tego, co zje. Pracuje w wydziale przestępstw szczególnych amerykańskiej Agencji Żywności i Leków i rozwiązuje zagadki kryminalne często odbiegające od typowych zbrodni związanych z jedzeniem.
Tytuł serii, oznaczający po angielsku "żuć", nawiązuje do nazwiska głównego bohatera - chew i Chu wymawiane są tak samo.

## Tomy zbiorcze
| Nr | Polski tytuł i rok wydania      | Angielski tytuł i rok wydania | Zawartość tomu zbiorczego                           |
| -- | ------------------------------- | ----------------------------- | --------------------------------------------------- |
| 1  | Przysmak konesera (2014)        | Taster's Choice (2009)        | Chew #1–5                                           |
| 2  | Międzynarodowy smak (2015)      | International Flavor (2010)   | Chew #6–10                                          |
| 3  | Delicje deserowe (2015)         | Just Desserts (2010)          | Chew #11–15                                         |
| 4  | Flambirowanie (2016)            | Flambé (2011)                 | Chew #16–20                                         |
| 5  | Śniadanie z mistrzów (2016)     | Major League Chew (2012)      | Chew #21–25                                         |
| 6  | Babeczki nie z tej ziemi (2017) | Space Cakes (2013)            | Chew #26–30 i numer specjalny pt. Secret Agent Poyo |
| 7  | Zgniłe jabłka (2017)            | Bad Apples (2013)             | Chew #31–35                                         |
| 8  | Przepisy rodzinne (2018)        | Family Recipes (2014)         | Chew #36–40                                         |
| 9  | Kurczę pieczone (2018)          | Chicken Tenders (2015)        | Chew #41–45                                         |
| 10 | Krwawa kiszka (2019)            | Blood Puddin' (2015)          | Chew #46–50                                         |
| 11 | Ostatnie wieczerze (2019)       | The Last Suppers (2016)       | Chew #51–55 i numer specjalny pt. Chew/Revival      |
| 12 | Czarna polewka (2019)           | Sour Grapes (2017)            | Chew #56–60 i numer specjalny Demon Chicken Poyo    |

## Nagrody
- 2010: Nagroda Eisnera za najlepszą nową serię
- 2010: Nagroda Harveya za najlepszą nową serię
- 2010: Nagroda Harveya za wybitny nowy talent dla Roba Guillory'ego
- 2011: Nagroda Eisnera za najlepszą kontynuowaną serię